# Teverga
Teverga è un comune spagnolo di 2 111 abitanti situato nella comunità autonoma delle Asturie.